# 도라에몽 노비타의 우주소전쟁
《극장판 도라에몽: 진구의 우주소전쟁》(映画ドラえもん のび太の宇宙小戦争 도라에몬 노비따노 리토루스타워즈[*])은 〈월간 코로코로 코믹〉 1984년 8월호부터 1985년 1월호까지 연재된 대장편 도라에몽 시리즈의 작품이자 그것을 원작으로 한, 1985년 3월 16일에 개봉한 도라에몽의 영화 작품이다. 대장편, 영화 모두 제6작이다.
동시 상영작은 《닌자 핫토리군+파만 닌자 괴수 짓포우 VS 미라클 타마고》이다.

## 개요
《걸리버 여행기》의 리리팟트 국가 모험담을 모티브로 하고 있으며 또한 미국의 영화인 《스타워즈》에 대한 오마주 요소, 이외에도 고전 SF 작품인 《수축하는 남자》도 발상의 힌트가 되었다《수축하는 남자》에서 작아진 주인공이 장난감 집에서 생활하는 장면이 본작에 영향을 미쳤다.). 또한 저자는 이전에 전술한 소설, 영화의 오마주인 단편 작품 〈천장에서의 우주 전쟁〉(텐토우무시코믹스 19권 수록)을 발표하였다.

## 줄거리
영화는 머나먼 행성에서 대통령이 로켓에 실려 대피하는 전투의 프롤로그로 시작한다. 영화는 지구로 옮겨져 노진구가 퉁퉁이와 비실이가 만드는 우주 영화 세트를 망가뜨린 후 쫓겨난다. 노진구는 도라에몽에게 달려가 둘은 이슬이를 영입하여 자신들만의 영화를 만든다.
촬영 중 노진구는 장난감 로켓처럼 보이는 것을 발견한다. 그날 밤, 노진구와 도라에몽은 방에서 작은 지능형 외계인 파피를 발견한다. 파피는 자신을 찾는 위험한 적이 있다고 설명한다. 노진구, 도라에몽, 이슬이는 그가 자신들의 집에서 안전할 것이라고 안심시키고, 도라에몽의 스몰 라이트를 사용하여 자신들을 파피 크기로 줄여 함께 논다.
한편, 고래 모양의 우주선이 비실이의 새 세트를 파괴하고 비실이와 퉁퉁이는 노진구의 집에서 그를 추궁하지만, 파피는 그것이 자신을 찾기 위해 PCIA가 보낸 전함이라고 설명한다. 그는 자신이 독재자 길모어에게 점령당한 행성 피리카의 대통령이라고 밝힌다. PCIA는 독재자의 정보기관이며, 길모어의 완전한 승리를 보장하기 위해 파피를 붙잡으러 보내진 것이다.
노진구와 친구들은 이슬이의 집에 있는 도라에몽의 비밀 도구 중 하나로 만들어진 비밀 기지에 파피를 숨긴다. PCIA 전함은 기지에 침투하여 이슬이를 납치하고, 스몰 라이트를 훔쳐 아이들이 원래 크기로 돌아가지 못하게 한다. PCIA의 수장 도라코로루는 이슬이의 자유와 생명과 교환하여 파피를 요구하는 메시지를 남긴다. 파피는 항복하기 위해 홀로 떠나고 아이들은 비실이의 모형 탱크를 비행 및 전투용으로 개조한다. 파피의 애완견 로코로코가 도착하지만, 그를 구하기에는 너무 늦었다. 로코로코와 이슬이는 다른 친구들에게 돌아오고, 그들은 파피가 지구에 왔던 로켓을 사용하여 피리카로 여행할 계획을 세운다.
피리카 근처에서 노진구와 친구들은 행성의 고리에 위치한 비밀 기지에 도착한다. 군 사령관 겐부는 파피가 PCIA 본부에 구금되어 사형 선고를 기다리고 있다고 설명한다. 도라에몽, 노진구, 퉁퉁이는 로코로코와 함께 행성으로 향하고, 이슬이와 비실이는 PCIA 우주군으로부터 기지를 방어하기 위해 남는다. 노진구 일행은 저항군과 만나지만, 길모어의 카메라에 추적당해 PCIA 병사들에게 모두 붙잡힌다. 탱크를 타고 행성 표면으로 향한 이슬이와 비실이도 격추된다. 그들의 탱크가 바다로 가라앉는 동안, 둘은 갑자기 원래 크기로 돌아오기 시작한다.
PCIA 본부에서 노진구, 도라에몽, 퉁퉁이, 파피, 로코로코는 모두 총살형을 당할 위기에 처하지만, 갑자기 도라코로루는 거대한 지구인이 목격되었다는 소식을 듣는다. 스몰 라이트의 효과가 사라진 것을 깨달은 노진구, 도라에몽, 퉁퉁이는 원래 크기로 돌아와 이슬이와 비실이와 재회한다. 그들은 PCIA 병력과 싸운다. 도라코로루는 자신의 전함으로 그들을 공격하지만, 퉁퉁이가 혼자서 그것을 격추시켜 바다에 추락시킨다. 한편, 길모어는 도주를 시도하지만, 대규모 시민들의 집결에 막혀 항복한다.
노진구와 친구들은 피리카 주민들에게 작별 인사를 하고 지구로 돌아간다. 돌아오는 길에 그들은 다음 주에 다시 피리카를 방문할 것에 대해 이야기한다. 엔딩 크레딧은 그들의 이후 방문 장면을 보여준다.

## 목소리 출연
- 도라에몽 - 오오야마 노부요
- 노비타 - 오하라 노리코
- 시즈카 - 노무라 미치코
- 자이언 - 다테카베 가즈야
- 스네오 - 기모쓰기 가네타
- 노비타의 엄마 - 지지마쓰 사치코
- 데키스기 - 시라카와 스미코
- 시즈카의 엄마 - 마쓰바라 마사코

## 주제가
오프닝 테마 〈도라에몽의 노래〉(ドラえもんのうた)
작사 - 구스베 다쿠미 / 작사 보조 - 바바 스스무 / 작곡 - 기쿠치 슌스케 / 노래 - 오오스기 구미코 (컬럼비아 레코드)
엔딩 테마 〈소년기〉(少年期)
작사 - 다케다 데쓰야 / 작곡 - 사코우 야스오 / 편곡 - 사쿠라바 노부유키 / 노래 - 다케다 데쓰야 (폴리도르 레코드)
원작 및 영화 모두 지구로 돌아오는 길에서 스네오가 "(피리카 별에) 또 놀러가자"라고 말하는 장면에서 끝났지만 영화에서는 스텝 롤의 배경에서 실제로 도라에몽 일행이 피리카 별에 또 놀러갔다는 후일담이 그려져 있다.

## 같이 보기
- 도라에몽의 영화 작품
- 애니메이션 영화